# 고원 (가수)
고원(본명: 박채원, 朴彩嫚, 2000년 11월 19일~)은 대한민국의 가수로, 걸 그룹 이달의 소녀, Loossemble의 멤버이다.

## 경력
고양시에서 태어났으며, 인천광역시 영종도에서 성장했다. 인천공항초등학교와 인천공항중학교를 졸업했고, 인천하늘고등학교를 다니다가 박문여자고등학교로 전학을 갔다. 박문여고 재학 도중 2학년 때 자퇴를 선택했다. 2018년 1월에 블록베리 크리에이티브 연습생으로 들어갔으며, 1월 15일 이달의 소녀 11번째 멤버로 공개되었으며, 1월 30일 솔로 음반 《Gowon》(고원)이 발매되었다. 
2018년 5월 30일 이브, 츄, 올리비아 혜와 함께 이달의 소녀의 유닛인 이달의 소녀 yyxy로 활동을 시작했으며, 2018년 8월 20일 미니 1집 《[+ +]》(플러스 플러스)를 발매하며 이달의 소녀 완전체로 공식적으로 활동을 시작했다.